# Axel Bellinghausen
Axel Bellinghausen (Siegburg, 17 mei 1983) is een Duitse voetballer die in 2013/2014 uitkomt voor Fortuna Düsseldorf in de 2. Bundesliga.

## Carrière

### Fortuna Düsseldorf
In 1993 maakte Axel Bellinghausen op 10-jarige leeftijd de overstap naar het profvoetbal door in de jeugd van Bayer 04 Leverkusen te gaan spelen. Na een periode van vijf jaar maakte hij echter de overstap naar Fortuna Düsseldorf dat hem in 2001 liet debuteren in de Regionalliga Nord. In de vier jaar dat Bellinghausen bij de club speelde degradeerde hij naar de Regionalliga Nord om vervolgens na 2 jaar weer terug te keren in het profvoetbal.

### 1. FC Kaiserslautern
Vervolgens maakte Bellinghausen de overstap naar 1. FC Kaiserslautern dat op dat moment uitkwam in de Bundesliga. Bellinghausen zou echter eerst deel uit gaan maken van het tweede elftal van de club. Nadat de club in datzelfde seizoen al degradeerde bleef Bellinghausen de club trouw en zou zodoende meer gaan spelen. Uiteindelijk werd hij in de tweede seizoenshelft van 2007/2008 benoemd tot aanvoerder van de ploeg.

### FC Augsburg
Na vier jaar stapte Bellinghausen in het seizoen 2008/2009 transfervrij over naar FC Augsburg dat op dat moment ook uitkwam in de 2. Bundesliga. Na 3 jaar op dit niveau te hebben gespeeld promoveerde de club onder leiding van Jos Luhukay naar het hoogste niveau. Zodoende wist Bellinghausen op 21 oktober 2011 zijn eerste doelpunt in de Bundesliga te maken tegen Werder Bremen.

### Fortuna Düsseldorf
Bellinghausen verlengde zijn aflopende contract met de club niet en maakte de overstap naar zijn oude club Fortuna Düsseldorf, dat zich inmiddels had opgewerkt tot de Bundesliga. Na een jaar met de club op dit niveau te hebben gespeeld degradeerde Bellinghausen weer terug naar de 2. Bundesliga.